# Ficus watkinsiana
Ficus watkinsiana F.M.Bailey, 1891, noto anche col nome comune di fico strangolatore è una pianta appartenente alla famiglia delle Moraceae, endemica dell'Australia.
Il nome comune deriva dal fatto che cresce lentamente attorno agli altri alberi e si avviluppa attorno ad essi con le radici, che raggiungono il suolo e arrivano anche al punto di soffocare la pianta ospite privandola della luce e delle sostanze di nutrimento.

## Descrizione
Ficus watkinsiana cresce fino a un'altezza di 50 metri.

### Foglie
Le foglie sono lunghe da 51 a 217 millimetri e larghe da 26 a 97 millimetri.

### Frutti
I frutti sono di colore viola scuro o neri, lunghi 24-27 millimetri e di diametro compreso tra 18 e 29 millimetri.

## Biologia
L'insetto impollinatore di Ficus watkinsiana è l'imenottero agaonide Pleistodontes nigriventris.

## Distribuzione e habitat
Sono presenti tre popolazioni di Ficus watkinsiana, una nel nord-est del Queensland, una nel sud-est del Queensland e la terza nel nord-east del Nuovo Galles del Sud.

## Usi
I frutti sono commestibili, presentano una buccia nera a macchie quando sono maturi e sono caratterizzati da un gusto di buona qualità.
Le radici, una volta essiccate, possono essere fumate con effetti calmanti o antidolorifici.